# 三吉鬼
三吉鬼（さんきちおに）は秋田県に伝わる正体不明の妖怪。江戸時代の女流文学者・只野真葛の著書『むかしばなし』に記述がある。

## 概要

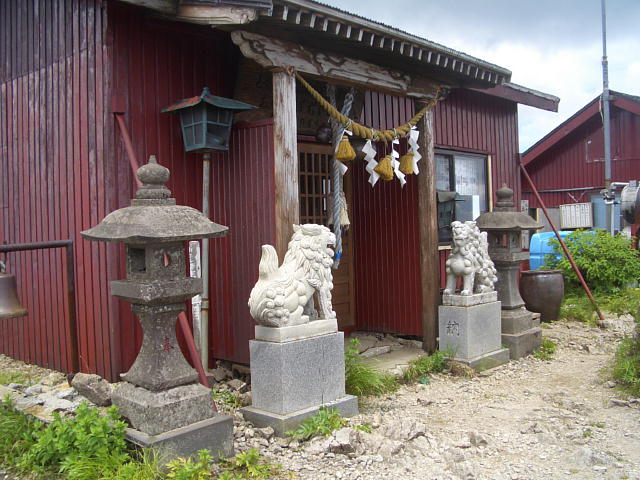
太平山三吉神社

三吉神（鬼）の最も古い記録は、只野真葛や菅江真澄のものがある。江戸女流文学者の只野真葛が著した『むかしばなし』では三吉鬼は「見知らぬ男」と言われている。酒屋で酒を飲んで、そのまま出ていこうとするが、そこで男に酒代を請求すると必ず災いに遭い、酒を捧げると酒代十杯ほどの薪が門に積み上がっている。それからは、その男だろうと酒をあくまで飲ませれば必ず夜中に代わりの物が積み上がっているので、誰が言うと無く「三吉鬼」と呼んだ。後にはどこかの山の大松をこの庭に移してくれと願をかけて酒樽をささげると酒は無くなり一夜のうちに松の木が庭に植えられている。大名も人力で動かせない品を酒を出して願うと、願いに従って運ぶ。三吉鬼三吉鬼ともてはやしたが、文化年中より三～四十年前より絶えてその者は人里に出なくなってしまった。菅江真澄は『月酒遠呂智泥』で、ある年仙北郡のなる外大伴村（外小友村）で相撲取りをして世を渡っている若者が、太平山に登り三吉神に酒や粢を供えることでカ士は力を得ているとしている。三吉神の力の神としての性格がうかがえる。一方「三吉」の所在を尋ねられた籠舎にいた人々が「神仙であるからどことも定まっていない」と答えていることにも注目すると、太平山村近の人々は三吉神が神仙であると認識していることになる。太平山三吉神社に保存されている棟札にも「仙人三吉権現」（1691年）と記されていることから、三吉神は元々仙人と考えられていたと推測できる。
そのように人々にもてはやされていた三吉鬼だが、文化年中より30-40年ほど前からは人里に現れることはなくなったという。
こうした三吉鬼の伝承には秋田の太平山に伝わる鬼神・三吉様の信仰が背景にあるといわれ、太平山三吉神社の三吉霊神が人間の姿で人前に現れたときには三吉鬼の名で呼ばれたとする説もある。